# Ꙑ
Le yérou à yer postérieur (capitale Ꙑ, minuscule ꙑ) est une lettre archaïque de l'alphabet cyrillique utilisée dans plusieurs manuscrits russes médiévaux, dont les Évangiles de Dobrejšo, comme lettre distincte du yérou ‹ Ы › (yérou à yer antérieur).

## Représentations informatiques
Le yérou à yer postérieur peut être représenté avec les caractères Unicode suivants :
| formes    | représentations | chaînes de caractères | points de code | descriptions                                       |
| --------- | --------------- | --------------------- | -------------- | -------------------------------------------------- |
| capitale  | Ꙑ               | Ꙑ                     | U+A650         | lettre majuscule cyrillique yérou à yer postérieur |
| minuscule | ꙑ               | ꙑ                     | U+A651         | lettre minuscule cyrillique yérou à yer postérieur |